# 호소에 에이코

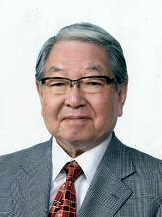

호소에 에이코(細江英公, 1933년 3월 18일 ~ 2024년 9월 16일)는 제2차 세계 대전 이후 일본의 실험 예술 운동에 등장한 일본의 사진가이자 영화 제작자였다. 호소에는 어둡고 대비가 높은 흑백 인체 사진으로 가장 잘 알려져 있다. 그의 이미지는 죽음, 에로틱한 집착, 비합리성과 같은 주제를 탐구하면서 심리적으로 충전되는 경우가 많다. 그의 사진 중 일부는 종교, 철학, 신화를 언급하는 반면 다른 일부는 1960년의 "Man and Woman # 24"와 같이 거의 추상적이다. 직업적으로나 개인적으로 작가 미시마 유키오 및 댄서 히지카타 타츠미와 같은 1960년대 실험 예술가들과 제휴했지만 그의 작품은 다양한 주제로 확장된다. 그의 사진은 예술적 영향력뿐 아니라 피사체의 명성에 더 폭넓게 기여한다는 점에서도 주목할 만하다.